# Peter Hess (Klangtherapeut)
Peter Hess (* 1941 in Fulda) ist ein deutscher Autor und Herausgeber von Büchern und DVDs, die sich mit dem Thema Klangmassage, Klangpädagogik und Klangtherapie mit Klangschalen beschäftigen. Er hält Aus- und Weiterbildungsseminare und Vorträge.

## Leben und Wirken
Hess wurde im August 1941 in der Nähe von Fulda geboren. Sein Vater fiel im Krieg. Er besuchte ab 1953 das Internat des Klostergymnasiums der thüringischen Franziskaner im südholländischen Watersleyde bei Sittard. Nach seiner Schulzeit studierte er Pädagogik, Psychologie und Physikalische Technik (FH) und schloss als Diplom-Ingenieur ab. Er war anschließend zunächst als Berufsschullehrer tätig. Nach einer ersten Reise 1966 nach Indien machte er 1984 seine ersten Erfahrungen mit traditionellen Klängen und Klangschalen bei dem deutschen Musikethnologien Gert-Matthias Wegner in Bhaktapur, Nepal.
Zwei Jahre später gründete Hess ein „Institut“ für Radiästhesie und Bioenergie (Lebenskraft), in dem nach Eigenangaben mehr als 10.000 Menschen in der nach ihm benannten und europaweit geschützten Methode der „Peter-Hess-Klangmassage“ ausgebildet wurden. 1994 erfolgte die Umbenennung in „Institut für Klang-Massage-Therapie“. 2008 erfolgte eine erneute Umbenennung in „Peter Hess Institut“ (PHI). Dem PHI sind aktuell 16 Peter-Hess-Akademien (PHAs) in 14 Ländern angeschlossen. In Deutschland gibt es aktuell 40 von Peter Hess bzw. dem PHI autorisierte Ausbilder. In mehreren Ländern Europas arbeiten inzwischen über 1000 Menschen nach seiner Methode der Klangmassage.
1999 wurde der Europäische Fachverband Klang-Massage-Therapie e. V. gegründet, dessen erster Vorsitzender Peter Hess ist.

## Schriften
- Klangschalen für Gesundheit und innere Harmonie. Südwest, München 2004, ISBN 978-3-517-06920-3.
- Klangmassage Meditation – Tonbuch. Klangschalen wertvoll für den Alltag. Polyglobe Music, Innsbruck 2004, ISBN 978-3-9501281-1-6.
- Die heilende Kraft der Klangmassage. Entspannen, Stress abbauen, Schmerzen lösen mit Klangschalen. Südwest, München 2006, ISBN 978-3-517-08214-1.
- mit Petra Emily Zurek: Klangschalen – mit allen Sinnen spielen und lernen. Kösel, München 2008, ISBN 978-3-466-30815-6.
- mit Christina Koller:  Klangmethoden in der therapeutischen Praxis. Eigenverlag, Schüttorf 2009, ISBN 978-3-938263-24-2.
- mit Christina Koller: Peter-Hess-Klangmethoden im Kontext von Forschung und Wissenschaft. Eigenverlag, Schüttorf 2011, ISBN 978-3-938263-19-8.